# USV TU Dresden (szachy)
USV TU Dresden – niemiecki klub szachowy z siedzibą w Dreźnie.

## Historia
Sekcja szachowa USV TU Dresden powstała w 1949 roku, w 1986 połączyła się z sekcją szachową Ingenieurhochschule Dresden. W 2006 roku nastąpiło przejęcie sekcji Dresdner SC. Drużyna męska występowała wówczas w 2. Bundeslidze, natomiast kobieca – we Frauenbundeslidze, zajmując w sezonie 2006/2007 trzecie miejsce w klasyfikacji, za USV Halle i OSC Baden-Baden. W 2008 roku zespół męski awansował do Bundesligi, a drużyna żeńska ponownie zajęła trzecią pozycję. W sezonie 2008/2009 klub zdobył wicemistrzostwo Frauenbundesligi, jednak spadł z Bundesligi męskiej. W 2009 roku USV TU wycofał drużynę z Frauenbundesligi. W 2011 roku klub ponownie awansował do Bundesligi, a w sezonie 2011/2012 spadł z najwyższej niemieckiej klasy rozgrywkowej. W sezonie 2014/2015 USV TU Dresden powrócił do rozgrywek Bundesligi, zajmując wówczas ósme miejsce w klasyfikacji. W sezonach 2017/2018 i 2022/2023 klub zajął szóste miejsce w lidze.

## Zawodnicy
Zawodnikami klubu byli m.in.:

- Zoltán Almási[14]
- Mateusz Bartel[15]
- Uwe Bönsch[14]
- Anna Burtasowa[16]
- Juraj Druska[17]
- Joanna Dworakowska[18]
- Marcin Dziuba[19]
- Pawło Eljanow[15]
- Grzegorz Gajewski[14]
- Zuzana Hagarová[20]
- Jana Jacková[20]
- Jens-Uwe Maiwald[21]
- Peter Michalík[22]
- Liviu-Dieter Nisipeanu[23]
- Thai Dai Van Nguyen[24]
- Filiz Osmanodja[15]
- Elisabeth Pähtz[20]
- Jerguš Pecháč[17]
- Bartosz Soćko[25]
- Monika Soćko[18]
- Raj Tischbierek[14]
- Wolfgang Uhlmann[26]
- Szidónia Vajda[20]
- Roven Vogel[23]
- Irina Wasiljewicz[20]
- Jolanta Zawadzka[20]